# Éxtasis tropical
Éxtasis tropical és una pel·lícula de l'Argentina filmada en Eastmancolor dirigida per Armando Bó segons el seu propi guió escrit sobre l'argument de José Da Costa Cordeiro que va ser produïda entre 1969 i 1970 i es va estrenar el 19 d'octubre de 1978. Va tenir com a actors principals a Armando Bó, Isabel Sarli, Egydio Eccio i Ventinho. Fou filmada al Paraguai i a platges del Brasil.

## Sinopsi
Una dona ha de decidir la seva destinació entre dos homes totalment diferents.

## Repartiment
- Armando Bó
- Isabel Sarli
- Egydio Eccio
- Ventinho
- Miguel Ángel Olmos

## Comentaris
La Opinión va escriure: 
| « | «La història està fragmentada com si s'haguessin cremat rotllos del filmat …Els diàlegs no coincideixen amb els gestos dels actors i la il·luminació de les seqüències tampoc.» | » |

La Nación va opinar: 
| « | «Les coses es compliquen una mica per l'ocupació abusiva del flaixbac que fa confús el desenvolupament del relat, perquè l'espectador no sap per moments si l'acció està en present o en passat.» | » |

Manrupe i Portela escriuen:
| « | «Ja en l'ocàs de la parella, un film que es veu amb més nostàlgia que luxúria.» | » |